# Eddie Beal
Eddie Beal (Redlands, Californië, 13 juni 1910 - Los Angeles, 15 december 1984) was een Amerikaanse jazz- en rhythm-andbluesmuzikant. Hij speelde piano en was Arrangeur en songwriter.

## Biografie
Eddie Beal ging rond 1930 naar Los Angeles en begon zijn carrière als drummer, voordat hij in 1931 overstapte op de piano. In de eerste helft van de jaren dertig werkte hij in Azië, met Teddy Weatherford en, in Shanghai, met Buck Clayton. In 1936 keerde hij terug naar Californië. In de jaren erop was hij actief als freelancer en arrangeur. In 1939 nam hij voor het eerst op, hij speelde toen mee in de groep van Maxine Sullivan. in 1941-1943 was Beal in militaire dienst. Hierna begeleidde hij korte tijd zangeres Ivie Anderson.
Vanaf het begin van de jaren 40 leidde Beal eigen groepen, waaronder een trio met Ulysses Livingston (gitaar) en Joe Comfort (contrabas), waarmee hij jazz- en r&b-nummers opnam als "At Least You Could Save Me a Dream“ (Excelsior, met Herb Jeffries, zang), "'Voot Nay On the Vot Nay"/"I Sold My Heart to the Junk Man"' (Exclusive, 1948) en "'Don't Ever Marry a Lady Doctor"' (Racy Records 1936, met Ben Carter, zang). Bovendien werkte hij dat decennium met Buddy Banks, Marion Abernathy, Claude Trenier, Monette Moore, Jimmy Mundy en Ernie Andrews en speelde hij in de Spirits of Rhythm. Hij was actief als zangleraar en leidde een eigen muziekuitgeverij. Hij componeerde songs als "'Softly"' (opgenomen door Billie Holiday) en "'Bye and Bye". Met Joe Greene schreef hij de nummers "Yes!" en "She's a Comely Wench".
In een duo met Earl Hines trad Beal in 1951 op inThe Strip (met Mickey Rooney in de hoofdrol), tevens werkte hij mee aan de soundtrack voor de film, waarop ook Red Norvo, Louis Armstrong en Jack Teagarden meespeelden. Hij werkte als musicus, arrangeur en songwriter mee aan de films en tv-series Coal Black and de Sebben Dwarfs (1943), Joe Adams Presents (1951), Manhattan Angel (1949, regie Arthur Dreifuss), Rattennest (1955, regie Robert Aldrich) en aan de documentaire Blues for Central Avenue (1986). In de jaren 50 werkte hij ook samen met zanggroepen als The Platters, The Four Tones, The Robins, The Blossoms en The Diamonds. In de jaren zeventig leidde hij een groep in Las vegas (1973-1974).  In de jazz nam hij in de periode 1939-1959 deel aan 48 opnamesessies.
Eddie Beal was de broer van jazzpianist Charlie Beal (1908-1991).